# Valesio (eunuco)
Valesio (fl. III secolo) eresiarca arabo  vissuto nel III secolo praticò l'autocastrazione per sfuggire alle tentazioni sessuali originando la setta dei valesiani che lo prese a suo modello .

## Biografia
La pratica della castrazione  per fini religiosi era diffusa sin dalla metà del III secolo anche nell'ambito del Cristianesimo. 
Origene (185– 254) in giovane età, secondo quanto riferisce Eusebio di Cesarea , per sfuggire alle tentazioni che gli venivano dalla presenza di tante belle giovani nella sua  «scuola catechetica» di Alessandria (Didaskaleion) si era autoevirato rispondendo all'esortazione del versetto del Vangelo di Matteo: «...e vi sono eunuchi che si sono fatti eunuchi da se stessi, per il regno dei cieli». 
Il suo discepolo Valesio ne approvò il comportamento e, seguendo l'esempio del maestro si autoevirò. Sostenendo inoltre che proprio la qualità di eunuco era quella che doveva caratterizzare il sacerdote, chiese di essere introdotto al sacerdozio. La sua richiesta fu negata dalla Chiesa che lo condannò per eresia. 
In risposta all'esclusione dalla Chiesa, Valesio fondò presso il Giordano una setta i cui membri, oltre alla rigida astinenza dal mangiare carne, praticavano l'evirazione su se stessi e su tutti coloro che, pur essendo estranei alla setta, forzatamente venivano così salvati dal peccato. 
Sant'Epifanio di Salamina (315 circa–403), nella descrizione nel suo Panarion delle eresie del suo tempo, riferisce che ignorava chi fosse Valesio mentre conosceva i valesiani come coloro che ammettevano tra di loro solamente gli eunuchi e che seguivano le dottrine gnostiche relativamente all'esistenza degli angeli. 
La diffusione di questa pratica indusse la Chiesa a condannare espressamente la castrazione volontaria o imposta nel Concilio di Nicea del 325 e a introdurre nel IX secolo il rito della palpazione dei testicoli all'atto dell'elezione del nuovo papa. 